# Djevojka na mostu (1999.)
Djevojka na mostu (fra. La fille sur le pont) francuska je crno-bijela romantična dramska komedija iz 1999. godine. Film je režirao Patrice Leconte, a glavne uloge u filmu tumače Vanessa Paradis i Daniel Auteuil.

## Radnja
Adele je emocionalno dezorijentirana, privlačna, promiskuitetna djevojka koja nikako ne može pronaći pravu ljubav. Odluči izvršiti samoubojstvo skokom s mosta u hladnu rijeku, ali je spasi iskusni bacač noževa Gabor. Gabor joj ponudi da bude njegova partnerica u točki bacanja noževa. Nemajući što izgubiti Adele prihvati, a već pri prvom nastupu Gabor izvede vrlo opasnu točku bacanja noževa na Adele koja je prekrivena pokrivačem pa on ne zna gdje je ona točno pozicionirana. Sve prođe u redu i Gabor je uvjeren da između njega i Adele postoji posebna veza. Ona se manifestira i telepatskim putem, kad ona slijedeći njegove upute osvoji znatnu količinu novca na ruletu. Zajednički nastupi donose im sve više uspjeha, a između njih razvija se i neobična erotska veza u kojoj je standardan seksualni odnos zamijenjen seksualnim užitkom koju ona osjeća dok iščekuje svaki njegov bačeni nož prema sebi, a on dok iste noževe baca. Međutim, Adele nastavi prolazne veze s usputnim muškarcima, a u jednom od njih, misli, pronašla je konačno onog pravog...

## Uloge
- Vanessa Paradis kao Adèle
- Daniel Auteuil kao Gabor
- Frédéric Pfluger kao čovjek od gume
- Demetre Georgalas kao Takis
- Catherine Lascault kao Irene
- Isabelle Petit-Jacques kao Bride
- Mireille Mossé kao Miss Memory
- Didier Lemoine kao kondukter u vlaku TGV-a
- Mylène Farmer kao Irene
- Bertie Cortez kao Kusak
- Stéphane Metzger kao talijanski konobar
- Claude Aufaure kao svjedok samoubojstva
- Farouk Bermouga kao konobar u TGV-u
- Nicolas Donato kao Mr. Loyal
- Enzo Etokyo kao talijanski zvučnik
- Giorgios Gatzios kao pekar

## Vanjske poveznice
- (engl.) Službena stranica (SAD)
- (engl.) Djevojka na mostu na IMDb-u
- (engl.) Djevojka na mostu na Rotten Tomatoes